# Dilophus aegyptius
Dilophus aegyptius är en tvåvingeart som beskrevs av Costa 1878. Dilophus aegyptius ingår i släktet Dilophus och familjen hårmyggor.
Artens utbredningsområde är Egypten. Inga underarter finns listade i Catalogue of Life.